# Monoscopi

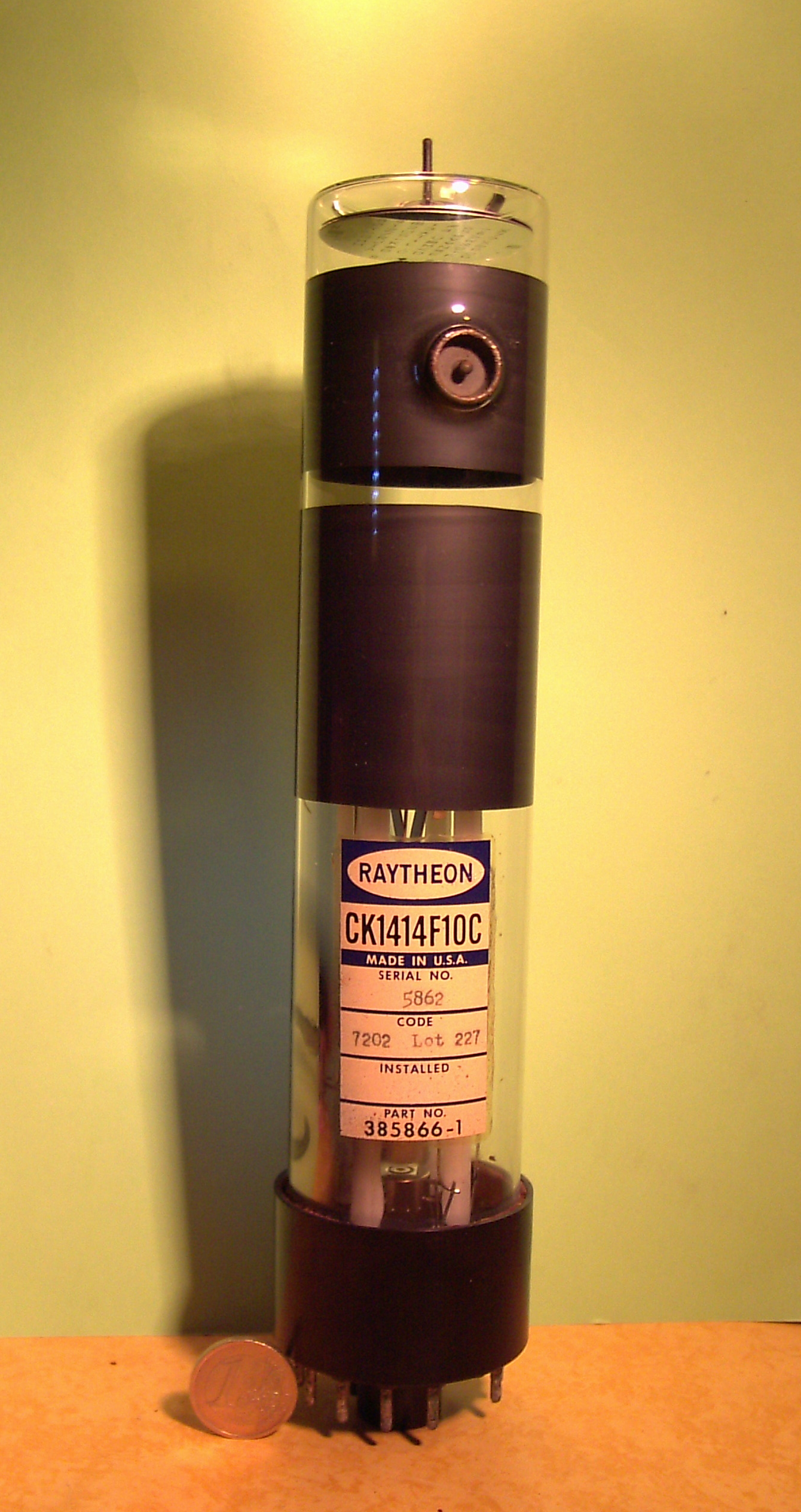
Monoscopi fabricat per Raytheon per a la CBS. Genera les lletres majúscules, números i el logotip de la CBS

El monoscopi és un tub de feix electrònic que permet d'obtenir un senyal de vídeo, a partir d'una imatge, sobre un elèctrode interior. En altres paraules, és un tub termoiònic generador d'imatge que produeix una imatge fixa, determinada durant la seva fabricació.

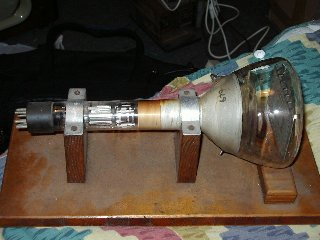
Un monoscopi

Com l'iconoscopi i altres tubs similars es basa en un feix d'electrons que escombra de manera seqüencial una superfície on s'ha format la imatge, però mentre que en els tubs de càmeres aquesta imatge la produeixen els fotons que travessen la lent, al monoscopi la imatge ha enregistrat en l'ànode mitjançant un procés químic. La diferència de resistivitat entre els punts de l'ànode produeixen el senyal elèctric de sortida.
Encara que avui dia hagi caigut en desús, el monoscopi era l'encarregat de generar imatges fixes, com la caràtula d'una cadena de televisió, la carta d'ajust i altres, amb preferència a l'altre mètode, consistent en utilitzar una càmera normal i un cavallet que subjectava una làmina amb la imatge fixa impresa.
Una altra aplicació enginyosa del monoscopi consisteix a utilitzar com a generador de caràcters: L'ànode conté l'alfabet, números i els símbols que es vagin a utilitzar. L'escombrat del monoscopi es limita al caràcter que es presenta en cada cas, en sincronia amb la imatge sobre la qual se superposa el text.